# Захваткино
Захваткино — деревня в Верхнеуслонском районе Татарстана. Входит в состав Печищинского сельского поселения.

## География
Находится в западной части Татарстана на расстоянии менее 2 км на северо-запад по прямой от районного центра села Верхний Услон на берегу Куйбышевского водохранилища.

## История
Основана в 1930-х годах. Ныне имеет дачный характер.

## Население
Постоянных жителей было в 1938 году — 119, в 1949 — 136, в 1958 — 189, в 1970 — 135, в 1979 — 61, в 1989 — 13. Постоянное население составляло 24 человека (русские 100 %) в 2002 году, 18 в 2010.